# Город 312
«Город 312» — российская музыкальная поп-рок-группа.

## История
Группа была образована 14 октября 2001 года и названа в честь столицы Кыргызстана, города Бишкека, телефонный код которого — 312.
Первый состав включал в себя четыре человека, однако вскоре после приезда в Москву гитарист группы, прежде участник группы «Аян», покинул новоиспечённый коллектив, не выдержав условий жизни в столице. На его место была принята гитаристка — Маша. За время своего существования группа сменила нескольких барабанщиков. Самым известным музыкантом-барабанщиком, игравшим с «Городом», был Игорь Джавад-Заде. Ещё до широкой известности песни «Останусь», «Город-рассвет» и «Вне зоны доступа» становились саундтреками к малоизвестным фильмам. Но всё по-настоящему завертелось, когда в 2005 году группа на свои собственные сбережения выпустила пластинку, получившую название «213 дорог» (палиндром к названию группы). В декабре 2005 года (3.12.2005) коллектив подписал контракт с компанией Real-Records. Продюсером группы является Андрей Борисович Лукинов.
Группа стала известна всей России в январе 2006 года после выхода клипа на песню «Останусь», ставшую саундтреком к фильму «Дневной Дозор». Затем с ажиотажем была принята композиция «Вне зоны доступа», ставшая саундтреком к фильму «Питер FM».
В 2006 вышла и первая номерная пластинка «Вне зоны доступа», в которую вошли новые песни и 8 ранее уже звучавших на неномерном альбоме старых композиций в новом звучании. Широкую популярность приобрела и песня «Фонари» из этого альбома.
Альбом приятно удивил публику разноплановостью звучания. «Горожане» не боялись звучать в абсолютно разных жанрах: от хеви до джаза и румбы; они пели песни о тоске по родному городу («Город-рассвет»), любви («Береги себя»), безденежье («По средствам»), мечтах и стремлениях («Небо в алмазах»).
В следующем, 2007 году выходит вторая номерная пластинка группы «Город 312» «Обернись». Среди песен были заметны такие хиты как «Девочка, которая хотела счастья», «213 дорог» и «Обернись».
Также на ней были переизданы полюбившиеся постоянным слушателям треки с неномерного альбома — «Автокатастрофа» (фанк), «Группа риска» (хеви-метал), «Место под солнцем» (этно-рок).
Презентация альбома «Обернись» состоялась 12.04.2007 в клубе Б1. Позже видеоверсия этого концерта вышла на DVD «Город 312. Live».
До июля 2009 года барабанщиком в группе являлся Виктор Голованов, в июле на его место пришёл Леонид Никонов.
В 2009—2010 годах группа активно гастролирует, в том числе за рубежом — в странах СНГ, Соединённых Штатах Америки, Бельгии, Польше, Германии, Франции, Нидерландах, на Канарских островах.
В 2009 году выходит клип «Города 312» и Басты на песню «Обернись». Песня произвела фурор на отечественной сцене, а на премии Муз-ТВ 2010 была признана лучшей композицией 2009 года.
24 ноября 2010 года группа презентовала свой третий номерной альбом «Новая музыка». В альбом вошли как совершенно новые оригинальные композиции, так и уже находившиеся в активной ротации («Невидимка», «Без вариантов (Весна-2)», «Не переплыть»).
В ротации на крупнейших музыкальных каналах страны — первый в России 3D видеоклип на новую песню «Помоги мне». В активной ротации на крупнейших радиостанциях находятся композиции группы «Доброе утро, страна», «Весна-2», «Невидимка», «31 декабря», «Не переплыть» и другие.
В августе 2011 года группа снялась в эпизодической роли в фильме «8 первых свиданий».
В этом же году «Городу 312» исполнилось 10 лет, и 19 ноября 2011 года «горожане» отыграли большой юбилейный концерт в клубе «Milk». Поддержать и спеть с музыкантами пришли такие известные люди как Светлана Пермякова («Интерны»), Гарик Бульдог Харламов, Александр Олешко, Александр Анатольевич, Тимур Каштан Батрутдинов, Марина Кравец, Гавриил Гордеев, Ирина Мягкова, группа «НестройБэнд», «Реальные пацаны», Павел Воля и многие другие. В тот же день были официально презентованы три новые песни группы: «Твой мир», впоследствии ставшая саундтреком к сериалу «Твой мир» на ТВ-3; «Невероятный день», написанная специально к юбилею группы; «Мама, мы все стареем» — совместный дуэт с Павлом Волей.
20 ноября 2011 на песню «Мама, мы все стареем» был снят клип в одной из аудиторий Тимирязевской Академии. В этом клипе совместно с музыкантами снимались и их постоянные слушатели.
В 2012—2013 гг. группа снялась в двух фильмах: «Беловодье. Тайна затерянной страны» (режиссёр Евгений Бедарев) и «Тёмный мир: Равновесие» (в обеих картинах играют самих себя). Кроме того, в обоих фильмах звучат песни «Города 312»: «Помоги мне» и «Раш».
В 2015 году вышел сборник хитов «Без вариантов», в который вошли как известные хиты группы, так и несколько новых песен.
В сентябре-декабре 2015 года солистка группы Ая приняла участие в третьем сезоне шоу перевоплощений «Точь-в-точь», где заняла третье место.
В 2016 году участники группы появились в одной из серий сериала «Универ. Новая общага» в роли самих себя.
14 октября 2016 года группе исполнилось 15 лет. В честь этого события 28 октября 2016 г. был сыгран большой концерт в московском клубе «Yotaspace». Концерт носил название «ЧБК», что имеет 2 расшифровки: «Человеком быть круто» и «Черный, белый, красный». Специальными гостями юбилейного концерта стали: Владимир Пресняков-младший, Баста, Гоша Куценко и Владимир Кристовский (Uma2rmaH). Празднование юбилея группы растянулось на целый год, в течение которого они объехали с туром «ЧБК» большое количество городов России и Кыргызстана. В этот период выпущены 2 новые песни: «Времени осталось мало» и «Твоею частью».
В начале 2017 года солистка коллектива Светлана Назаренко (Ая) совместно с Игорем Матвиенко приняла участие в музыкальном оформлении фильма «Викинг», а также записала первую сольную композицию по мотивам OST «Викинг» — «Вспоминай обо мне, когда пойдёт дождь». На эту песню был снят клип. Песня «Времени осталось мало» стала саундтреком к фильму «Жизнь впереди» (реж. Карен Оганесян)
В 2022 группа участвовала в Уфе на митинге-концерте посвященном аннексии Крыма Россией, в 2023 году в митинг-концерте в поддержку нападения России на Украину
В 2024 году произошла замена солистки в связи с болезнью у Аи (Светланы Назаренко). Новой временной солисткой группы Город 312 стала Диана Макарова (участница шоу "Голос 12").

## Политическая активность
В 2021 году гитариста группы Александра Ильчука не пустили на Украину из-за посещения Крыма. Въезд на Украину был запрещен на три года.
19 октября 2022 года вокалистка группы Светлана Назаренко, из-за участия в концертах в поддержку войны с Украиной и поддержкой аннексии Крыма, включена в санкционный список Украины.

## Состав

### Текущий
- Ая (Светлана Назаренко) — вокал (Киргизский институт искусств по специальности «Эстрадный вокал»). Временно остановила деятельность в коллективе.
- Диана Макарова — вокал[7]
- Дмитрий Притула — клавишные, бэк-вокал (дирижёрско-хоровой факультет музыкального училища); автор слов к песням группы)
- Мария Притула (Илеева) — гитара (частные гитарные школы Алексея Кнышова и Тимура Мардалейшвили)
- Леонид Притула — бас-гитара, бэк-вокал (эстрадное отделение музыкального училища по классу бас-гитары); автор музыки к песням группы)
- Александр Климович — ударные (руководитель DrumSchool)
- Елена Ращинская — директор
- Алексей Лесников — звукорежиссёр
- Борис Гиль — тур-менеджер

### Бывшие участники
- Леонид «Ник» Никонов — ударные (эстрадное отделение Саратовского областного колледжа искусств по классу барабанов)
- Александр Ильчук — вторая гитара (ГМКЭДИ (класс гитары, электрогитары), НГК им. Глинки (консерватория, класс гитары) (гитарист и бэк-вокалист рок-группы Lori!Lori!)
- Виктор «Вик» Голованов — играл в группе Градусы до февраля 2013
- Игорь Джавад-Заде — (ударные; работал с группой «Nautilus Pompilius», Земфирой)
- Сергей Ковтун — ударные

## Дискография

### Студийные альбомы
- 2005 — 213 дорог
- 2006 — Вне зоны доступа
- 2007 — Обернись
- 2010 — Новая музыка
- 2022 — Здесь и сейчас

### Синглы
- 2024 — Реквием
- 2024 — Радость

### Концертные альбомы
- 2009 — «Город 312. Live»
- 2010 — «Город 312 Видеоклипы + Bonus (Концерт 05.09.09)»

### Сборники
- 2015 — Без вариантов

### Мини-альбомы
- 2013 — Не теряй меня, Москва (EP)

### Саундтреки
- К ремейку фильма «Вратарь» (кинокомпании «Андреевский флаг») написан трек «Футбол»
- Песня «Вне зоны доступа» вошла в саундтрек к фильму «Питер FM»
- Песня «Останусь» вошла в саундтрек к фильму «Дневной дозор». Композиция была номинирована как «Лучший саундтрек года» на телеканале «MTV Россия», а также посвящается памяти Кирилла Разбежкина и Ани Разбежкиной
- Песня «Обернись» вошла в саундтрек к фильму «Ирония судьбы. Продолжение»
- Песня «Территория» стала неофициальным «гимном» одноимённой интернет-игры «Территория»
- Песни «Девочка, которая хотела счастья» и «213 дорог» вошли в саундтрек к фильму «В ожидании чуда». Композиция «Группа риска» также звучит в этом фильме, правда, лишь пару секунд.
- Песня «Нет мира на Земле» (в дуэте с группой ГДР) стала саундтреком к российской версии американского фильма «Чужие против Хищника: Реквием»
- Песни «Вчера» и «31.12» вошли в саундтрек к фильму «Тариф Hовогодний»
- Песня «Город-рассвет» звучит в фильме «Жара» (сцена в кафе)
- Песня «Твой мир» стала саундтреком к сериалу «Твой мир»
- Песня «Конверт» стала саундтреком к фильму «Продавец игрушек»
- Песня «Помоги мне» стала саундтреком к сериалу «Пока цветёт папоротник»
- Песня «Времени осталось мало» стала саундтреком к фильму «Жизнь впереди»
- Песня «Странник» стала саундтреком к сериалу «Беловодье. Тайна затерянной страны»

## Клипы
- 2005 — «Останусь» (реж. Александр Солоха)
- 2006 — «Вне зоны доступа» (реж. Фёдор Бондарчук, Резо Гигинеишвили)
- 2006 — «Фонари» (реж. Виктор Придувалов)
- 2007 — «Девочка, которая хотела счастья» (реж. Евгений Бедарев)
- 2007 — «213 дорог» (реж. Виктор Придувалов)
- 2007 — «Нет мира на земле» — дуэт с «ГДР» (реж. Марат Адельшин)
- 2007 — «Обернись» (реж. Марат Адельшин)
- 2008 — «Невидимка» (реж. Игорь Иванов)
- 2009 — «Не переплыть» (реж. Игорь Иванов)
- 2009 — «Обернись» — дуэт с Бастой (реж. Александр Солоха)
- 2010 — «Весна-2» (реж. Владимир Якименко)
- 2010 — «Помоги мне» (реж. Наташа Меркулова)
- 2012 — «Мама, мы все стареем» — дуэт с Павлом Волей (реж. Марат Адельшин)
- 2012 — «Невероятный день» (реж. Мартинес Клавихо Мигель)
- 2022 — «Конверт» (реж. Андрей Зубов)
- 2022 — «Здесь и сейчас» (реж. Юлия Измайлова)
- 2024 — «Ты меня не слышишь» (реж. Евгения Абдель-Фаттах)

## Награды
- 2006 — Премия «Золотой граммофон» за песню «Вне зоны доступа»
- 2006 — Премия MTV RMA 2006 в номинации «Лучший дебют»
- 2006 — Премия «Прорыв года» секции «Звуковая дорожка» газеты «Московский комсомолец»
- 2006 — Премия «Новые песни о главном» Первого канала
- 2006 — Премия журнала «Beauty» в номинации «Лучший саундтрек» за песню «Вне зоны доступа» к фильму «Питер FM»
- 2007 — Премия «Золотой граммофон» за песню «Девочка, которая хотела счастья»
- 2007 — Премия Кинонаграды MTV Россия в номинации «Лучший саундтрек» за песню «Вне зоны доступа» к фильму «Питер FM»
- 2007 — Премия «Открытие года» по версии журнала «7 дней»
- 2007 — Премия «Рекордъ» в номинации «Альбом группы» за альбом «Вне зоны доступа»
- 2008 — Премия «Рекордъ» в номинации «Альбом группы» за альбом «Обернись»
- 2010 — Премия «Муз-ТВ 2010» в номинации «Лучшая песня» за песню «Обернись» (совместно с Баста)